# Ecseg
Ecseg è un comune dell'Ungheria di 1.282 abitanti (dati 2001). È situato nella contea di Nógrád.